# Revox

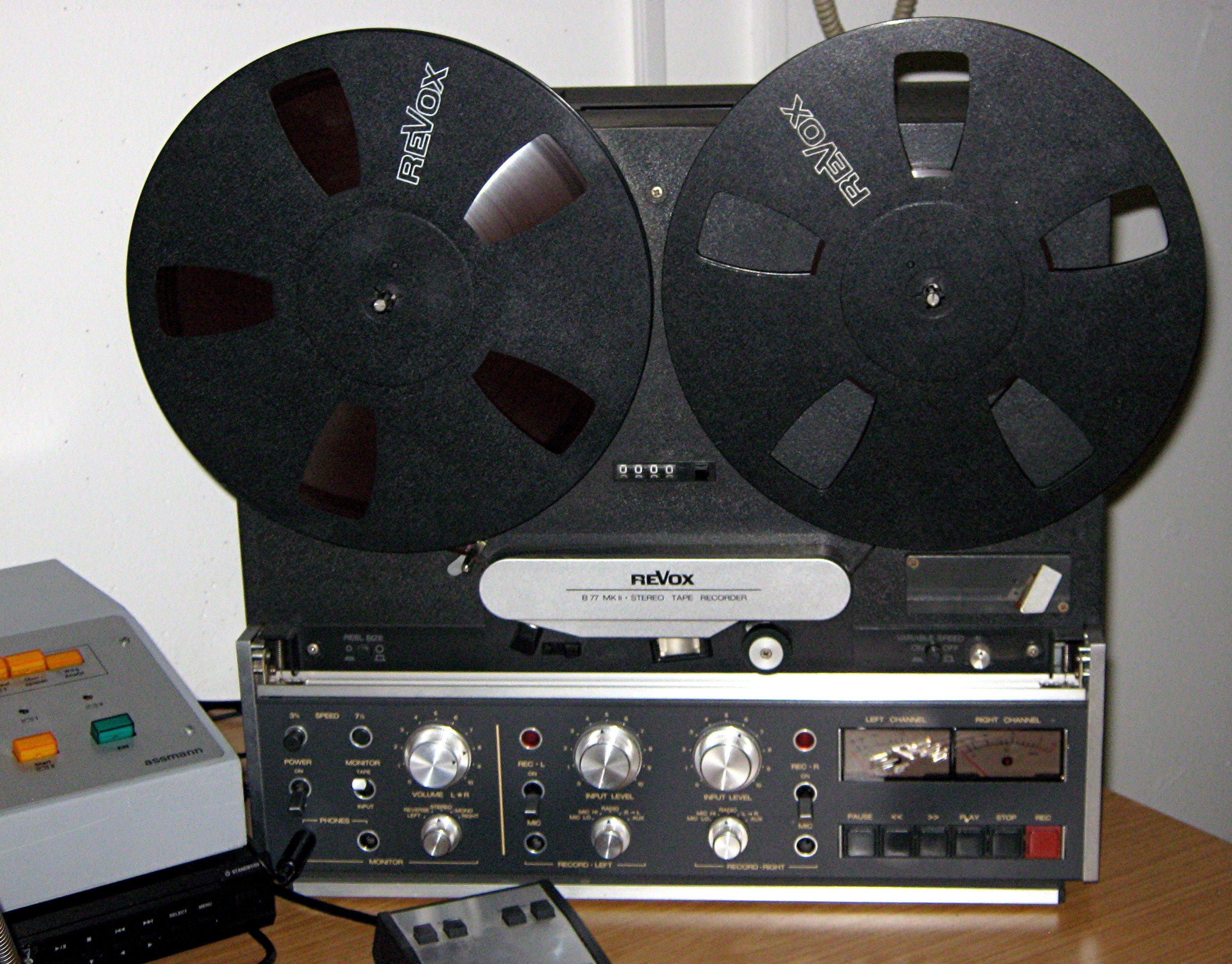
Revox B77 MK II (około 1985 roku)

Revox PR99 Mk II do zastosowań profesjonalnych w radiu, około 1985 roku

Revox – rynkowa marka wysokiej klasy sprzętu audio stworzona 27 marca 1951 roku przez firmę Studer, utworzoną w Herisau w 1948 roku. Jej właścicielem i założycielem był szwajcarski elektronik Wilhelm Studer, którego celem początkowo była jedynie produkcja magnetofonów szpulowych na rynek europejski. Dziś pod nadal istniejącą i dobrze kojarzoną przez audiofilów marką wytwarza się i sprzedaje kompletne systemy audio do użytku domowego.

## Historia
- 1949 – sześcioosobowa załoga firmy Studer rozpoczęła produkcję pierwszego magnetofonu – szpulowego Dynavox
- 1950 – opracowano pierwszy magnetofon do użytku profesjonalnego
- 1951 – podział produktów na dwie linie:
  - Studer – urządzenia do użytku profesjonalnego
  - Revox – wysokiej klasy sprzęt do użytku domowego, amatorskiego
- 1958 – w niemieckim Gießen zostaje utworzona spółka Revox GmbH, zajmująca się sprzedażą i dystrybucją produktów firmy
- 1965 – powstał 50-tysięczny magnetofon Revox

Szpulowe magnetofony Revox i Studer stały się standardem w studiach dźwiękowych i radiowych na całym świecie. W słynnych studiach na Abbey Road w Londynie, przy użyciu studyjnego magnetofonu szpulowego Studer J37 zarejestrowane zostały przeboje The Beatles.
- 1989 – z aktywnej działalności wycofał się założyciel i właściciel firmy – 77-letni podówczas Willi Studer; firma zatrudniała w tym momencie 1576 pracowników i osiągała obroty na poziomie 215 milionów franków szwajcarskich (CHF) rocznie
- kolejne lata – przedsiębiorstwo zostało przejęte przez Motor Columbus AG, a w 1991 zostało podzielone na działy Studer, Revox oraz Baugruppen und Elemente (Podzespoły i elementy)
- do roku 1993 – w wyniku „racjonalizacji” produkcji likwidacji uległo niemal 1000 stanowisk pracy, a zarówno Studer, jak i Revox popadły w poważne kłopoty finansowe
- 1994 – część firmy jaką jest Studer została sprzedana amerykańskiemu producentowi sprzętu audio – Harman International, Revox z kolei pozostał własnością większościowych szwajcarskich udziałowców instytucjonalnych i prywatnych
- 1 marca 1996 – umarł 83-letni Willi Studer, założyciel firmy

## Historia produktów
- 1949 – pierwsze urządzenie firmy – magnetofon Dynavox
- 1951 – opracowano Revox T26 ze zintegrowanym odbiornikiem radiowym
- 1954 – Revox 60 – pierwszy gramofon Revox (monofoniczny)
- 1955 – pierwszy szpulowy magnetofon z trzema odrębnymi silnikami – jednym do transportu taśmy i dwoma napędzającymi niezależnie talerze szpul – Revox A36
- 1957 – wprowadzenie na rynek nowego, mobilnego magnetofonu studyjnego B30
- 1958 – do produkcji trafił kolejny model magnetofonu szpulowego – Revox C36
- 1960 – magnetofon Revox D36

Pierwszy, który pozwalał na stereofoniczny zapis dźwięku dwu- (2 ścieżki w jednym kierunku) lub czterościeżkowy (2 ścieżki w każdą ze stron przewijającej się w trakcie nagrywania taśmy, odwracanej po zakończeniu jej zapasu na danej szpuli) – tym samym, kosztem nieznacznego pogorszenia jakości, na takiej samej taśmie można było zapisać dwa razy dłuższy materiał dźwiękowy.
- 1961 – magnetofon szpulowy Revox E36
- 1962 – magnetofon szpulowy Revox F36
- 1963 – magnetofon szpulowy Revox G36

Dzięki cenionemu brzmieniu swoich lamp oraz ogromnej trwałości mechanicznej cieszył się wielkim uznaniem i popytem wśród audiofilów i melomanów jeszcze 20 lat później.
- 1967 – początek produkcji stereofonicznego szpulowego magnetofonu Revox A77 (produkowany do 1977)

Wytwarzany w wersjach MK I do MK IV, cieszył się ogromnym powodzeniem, o czym świadczy fakt, iż powstało 186 wersji, w łącznej liczbie ponad 350 tysięcy sztuk. Magnetofon stał się ikoną ówczesnej techniki audio i synonimem hi-end dla wymagających użytkowników domowych. W późniejszym okresie był również wyposażany w najnowocześniejszy wtedy układ redukcji szumów Dolby B. Od wersji A77 MK II Revox stosował głowice o wydłużonej żywotności Revodur, wytwarzane na wyłączne zamówienie firmy ze specjalnego stopu Recovac, opracowanego i produkowanego w zakładach metalurgicznych i hucie «Vacuumschmelze Hanau». Równolegle do A77 paletę produktów uzupełniły dalsze urządzenia hi-fi – tuner i wzmacniacz, w późniejszym okresie wprowadzono do produkcji także zestawy głośnikowe i gramofony analogowe z nowatorskim wtedy ramieniem tangencjalnym i kwarcowo stabilizowanym napędem bezpośrednim.
Firma, rozrastając się, opracowywała kolejne produkty – stoły reżyserskie (potocznie „miksery”), słuchawki i mikrofony.
- 1969 – Revox A76 (wersje MK I do MK III) – pierwszy tuner FM (produkowany do 1977)
- 1974 – w modelu A700 po raz pierwszy zastosowano cyfrowe układy logiki sterowania napędem i kwarcową stabilizację prędkości silnika napędu taśmy

Urządzenia tamtej generacji wyróżniają obudowy i elementy chassis wykonane z niskorezonansowych odlewów. Magnetofony fabrycznie indywidualnie kalibrowano osobno dla każdej ze ścieżek i prędkości przesuwu taśmy w odniesieniu do oryginalnych taśm Revox, co pozwalało uzyskać niezwykle liniowe charakterystyki pasma przenoszenia dźwięku.
- 1977 – Revox B77 – wkrótce, podobnie jak poprzednik A77 w latach 60. i 70., stał się ikoną sprzętu high-end lat 80.; był do roku 1999 oferowany w 61 wersjach różniących się prędkościami przesuwu taśmy i dodatkowym wyposażeniem; równolegle do sprzedaży trafia nowa linia produktów: wzmacniacz B750, tuner FM – B760 oraz Revox B790 – pierwszy gramofon z ramieniem tangencjalnym
- 1981 – Revox B710 – pierwszy profesjonalny 3-głowicowy 4-silnikowy magnetofon kasetowy

Magnetofon ten był pierwszym tak zaawansowanym technologicznie – i przez pewien czas jedynym wśród kasetowych (a jednym z nielicznych w historii urządzeń kasetowych w ogóle) – z 4 silnikami. Dzięki takiej ilości silników nie posiadał żadnych, typowych dla magnetofonów, sprzęgieł ciernych, pasków napędowych i mechanicznych hamulców taśmy – elementów wpływających bezpośrednio na jakość przesuwu taśmy, a tym samym – bezpośrednio na jakość dźwięku. Niezwykle zaawansowana na swój czas konstrukcja przewidywała napęd kasety poprzez 2 oddzielne silniki: rozwijający i zwijający taśmę w kasecie oraz 2 silniki odpowiedzialne za przesuw taśmy przed głowicą. Silniki te, tzw. napędu bezpośredniego, stabilizowane wspólnym generatorem kwarcowym, poruszały 2 oddzielne wałki napędowe – umieszczone przed i za głowicą nagrywającą i odtwarzającą. Precyzyjny mechanizm napędowy, obchodzący się z dużą delikatnością z cienką taśmą w kasecie, stosowano później również w profesjonalnych magnetofonach kasetowych Studer. W sekcji audio znajdowały się m.in. 4 odrębne układy procesora Dolby B. Wersję MK II wyposażono również w układ redukcji szumów Dolby C. W latach produkcji (1981–1984) magnetofon w wersji MK I kosztował 2475 CHF, a MK II: 2625 CHF.
- 1983 – Revox B225, pierwszy odtwarzacz CD Revoxa, wyposażony w 14-bitowy przetwornik cyfrowo-analogowy (D/A) pierwszej generacji, z 4-krotnym oversamplingiem
- 1983 – Revox zaprezentował, jako pierwszy producent, system Multiroom (równoczesne nagłośnienie wielu pomieszczeń), bazujący na urządzeniach serii B200
- 1985 – Revox B215

Było to całkowite novum, następca B710 – sterowany 3 mikroprocesorami, również 3-głowicowy i 4-silnikowy oraz wyposażony m.in. w zdalne sterowanie na podczerwień (rzadkość w tamtych czasach) oraz zautomatyzowany system pomiaru własności taśmy i kalibracji oraz optymalizacji parametrów zapisu w oparciu o sterowaną przez procesor 20-sekundową procedurę pomiarowo-kalibracyjną. Elektronika magnetofonu zawierała w części sterującej i automatyzującej wiele zadań 3 mikroprocesory komunikujące się ze sobą za pomocą wspólnej, dwukierunkowej magistrali danych typu I²C (jeden z mikroprocesorów był dedykowany wyłącznie do obsługi funkcji transportu taśmy i silników napędowych i przewijających). Rozwiązania zastosowane w tym urządzeniu były w tym czasie unikatowe i nowatorskie w skali światowej, wyznaczając kierunki rozwoju sprzętu audio na wiele kolejnych lat. Produkowany do roku 1990, przez wiele lat uważany za urządzenie referencyjne. W 1985 roku kosztował 2625 CHF.
- 1988 – opracowano ostatnie nowe konstrukcje magnetofonów szpulowych, były to urządzenia serii C (modele: C270 – 2-śladowy, C274 – 4-śladowy, C278 – 8-śladowy)